# Минералогические музеи России

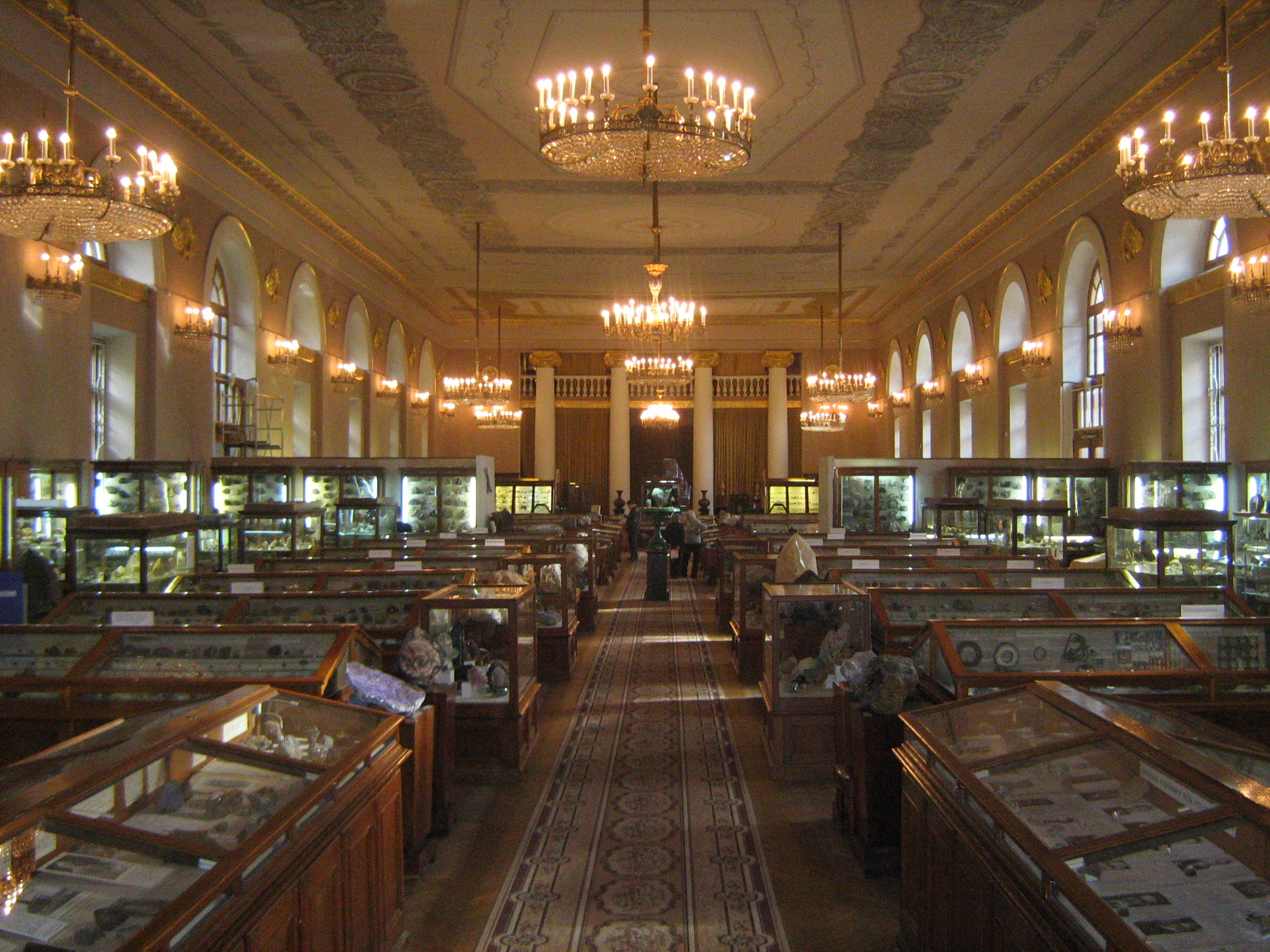
Музей им. Ферсмана — крупнейший минералогический музей России

Минералогический облик России исключительно разнообразен. Он определяется сопряжением целого ряда разнородных минералогических провинций со сложной, насыщенной минералогенетическими событиями геологической историей. Поэтому здесь есть все условия для обнаружения любых минеральных видов и их разновидностей в кристаллах, выделяющихся окраской, совершенством кристаллографических форм, размерами, типичными или, наоборот, необычными формами нахождения минералов в природе.

## Минеральные памятники природы России
В России немало геологических объектов, достойных называться памятниками природы. Не последнее место среди них занимают и объекты минералогические — как целые месторождения или проявления, так и отдельные минеральные тела.
Например, Уральские горы, — «Урал… — является одарённым природой с безумной щедростью — нигде в целом свете не встречалось такого разнообразия минералов на таком сравнительно ограниченном пространстве и в таких мощных формах», — писал Д. Н. Мамин-Сибиряк.
Главный секрет очарования кристаллов — природное совершенство их формы. «Кристаллы блещут симметрией», — это выражение знаменитого русского кристаллографа Е. С. Фёдорова всегда вспоминается при посещении минералогических музеев. По словами проф. Н. А. Смольянинова — «Минералогический музей — та же библиотека, но с книгами, написанными самой природой. Надо научиться их читать».

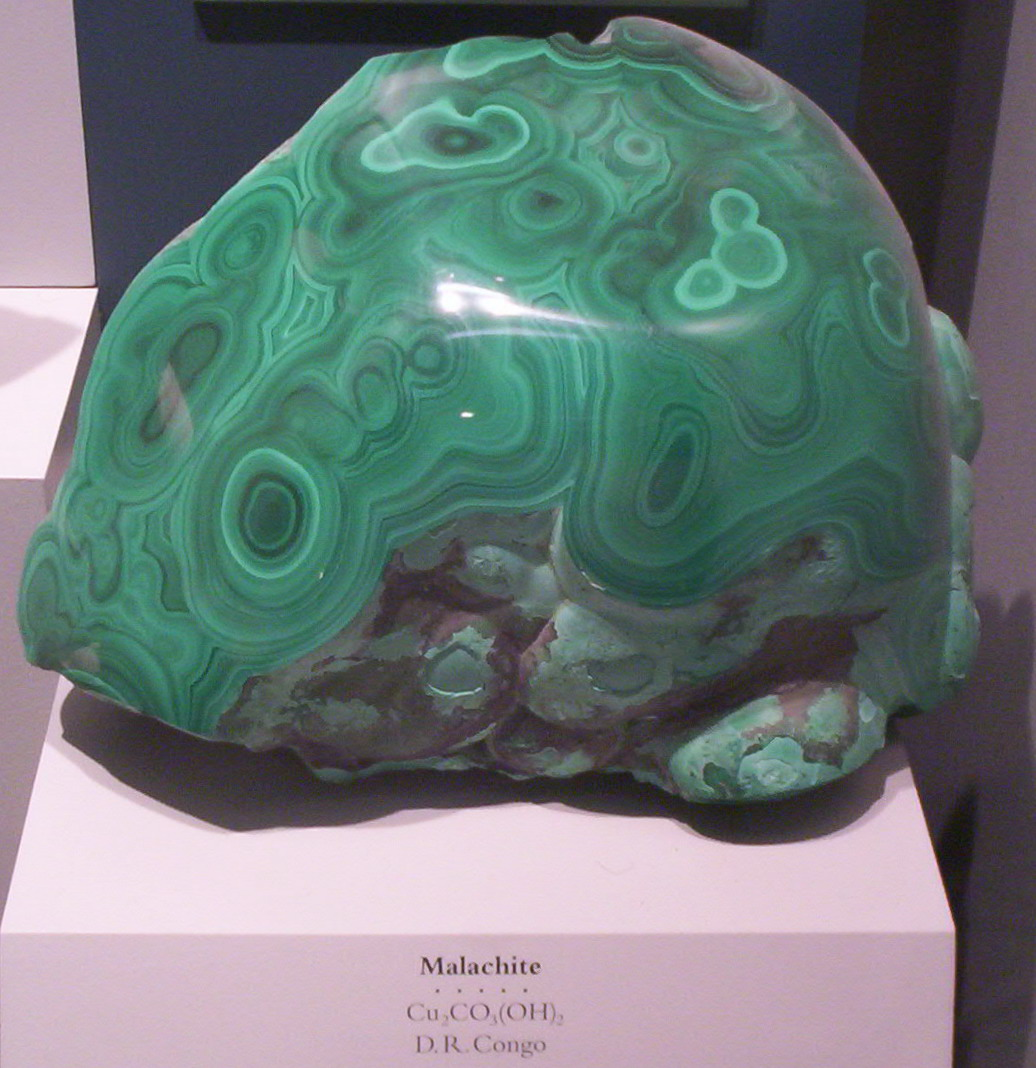
Малахит
Чароит
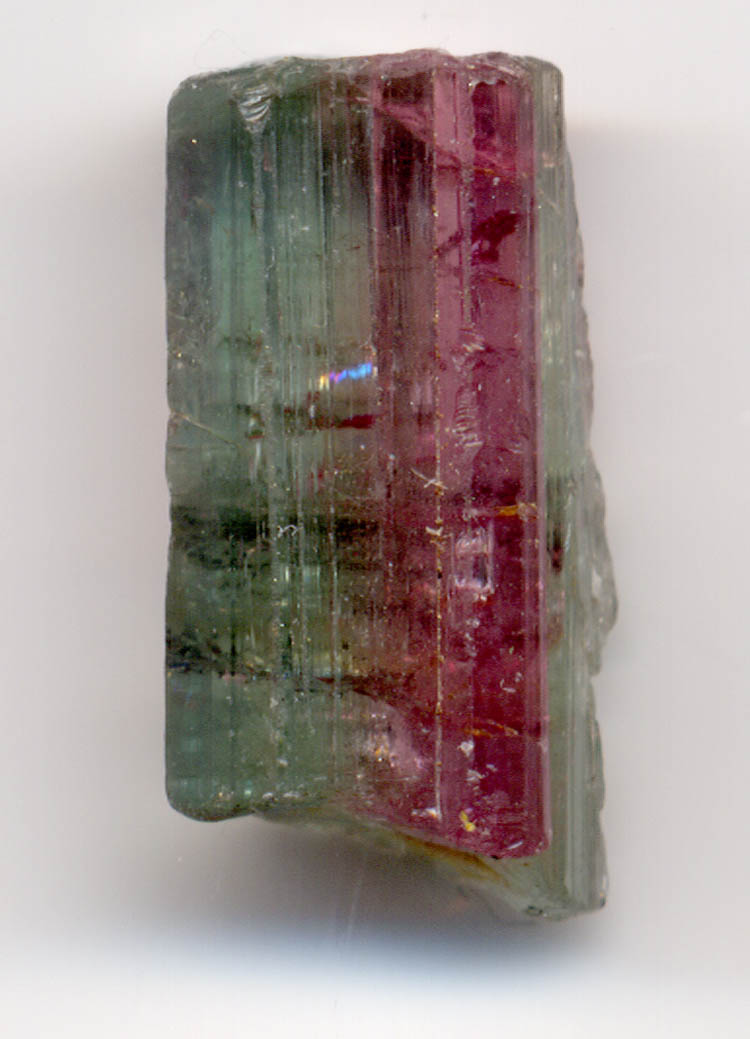
Турмалин
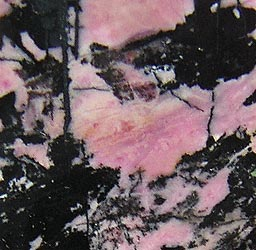
Родонит
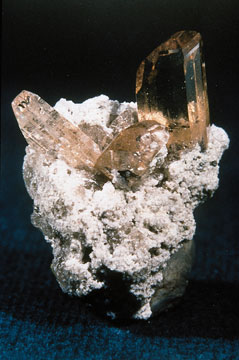
Топаз
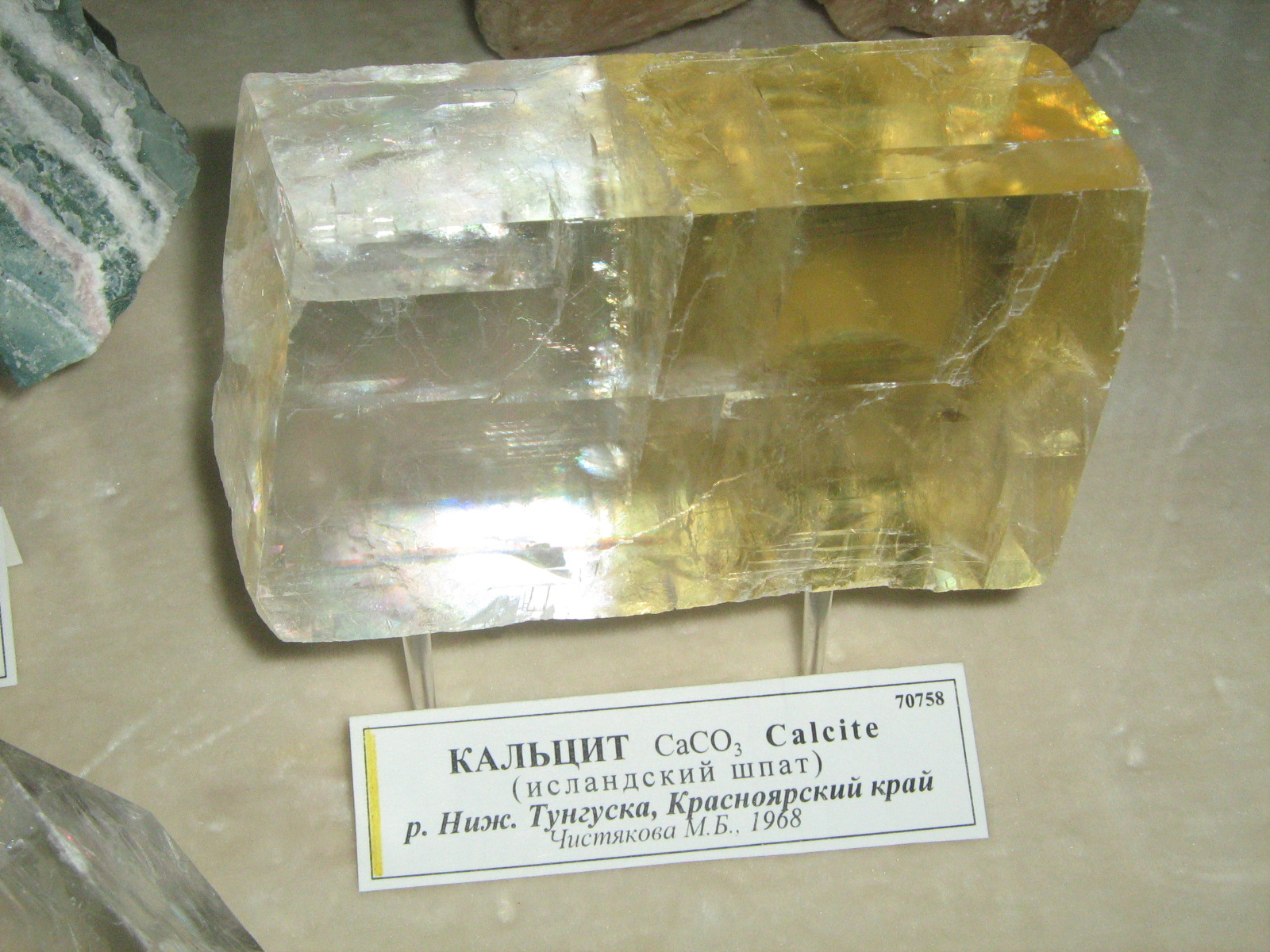
Кальцит
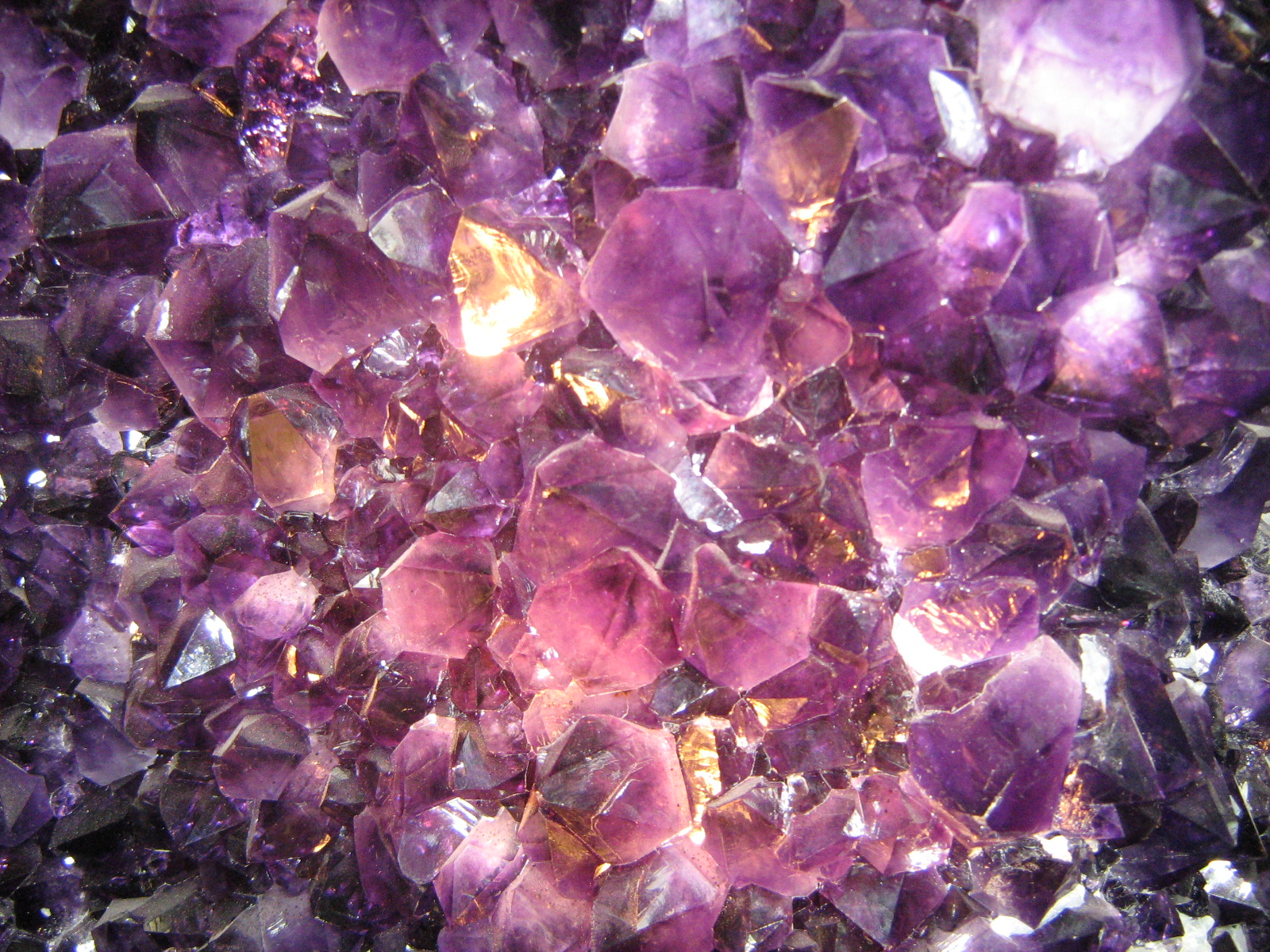
Аметист

## Деятельность музеев
Обширный фактический материал — данные о самих кристаллах, накапливается и обобщается трудом многих поколений российских минералогов, в разное время собиравших сведения о природных кристаллах, условиях их образования и существования в природе. Не ограничиваясь описательной работой, учёные проявляли заботу о сохранении самих бесценных свидетельств природы, создании золотого фонда геологической науки — минералогических музеев и коллекций. Коллективы музеев, как правило, ведут активную научно-просветительскую работу в направлении популяризации науки и пропаганды бережного отношения к природе и защиты окружающей среды.

## Минералогические музеи
В мире существует более 500 минералогических музеев. Ниже приведены ссылки на российские музеи, имеющие большие коллекции минералов.

### Анадырь
- Музейный Центр"Наследие Чукотки"

### Владивосток
- Геолого-минералогический музей имени А. И. Козлова (Дальневосточный государственный технический университет)
- Геолого-минералогический музей (Дальневосточный геологический институт ДВГИ ДВО РАН)

### Дальнегорск
- Геологический музей Дальнегорской Экспедиции

### Екатеринбург
- Минералогический отдел Уральского геологического музея
- Уральский минералогический музей В.А. Пелепенко
- Минералогический музей «Планета»

### Иваново
- Ивановский музей камня

### Иркутск
- Минералогический музей им. А. В. Сидорова при ИрГТУ (ранее — иркутском политехническом институте). Основан в 1930 г., входит в пятерку лучших минералогических музеев России. В коллекции музея представлены прежде прочего минералы Иркутской области, но также и экспонаты из других регионов России и зарубежных стран. В целом коллекция музея насчитывает 1.500 минеральных видов.

г. Иркутск, Свердловский район, ул. Лермонтова, д. 83, корп.«Е», тел. 40-50-62. (в интернете не представлен).

### Казань
- Коллекции зала минералогии Геологического Музея

### Краснотурьинск
- Фёдоровский геологический музей. Минералогическая коллекция музея насчитывает более 100000 образцов.

### Миасс
- Музей минералогии Ильменского государственного заповедника Уральского отделения РАН

### Мончегорск
- Мончегорский музей цветного камня имени В. Н. Дава

### Москва
- Минералогический музей им. А. Е. Ферсмана РАН (Ленинский проспект, 18). Самое крупное из российских минералогических собраний, пользуется широкой международной известностью. Коллекция содержит свыше 130 тыс. образцов минералов. Музей издаёт «Труды» (с 16-го выпуска называются «Новые Данные о Минералах» и издаются также и на английском языке — «New Data on Minerals».). Сайт Музея
- Государственный геологический музей им. В. И. Вернадского (Моховая ул., д. 11, корп. 2. Проезд: ст. метро «Охотный ряд», «Александровский сад»). Сайт Музея
- Минералогический музей МГГРУ (бывшего Московского геолого-разведочного института) Москва, ГСП-7, ул. Миклухо-Маклая, д. 23.
- Музей землеведения МГУ, отдел минералогии. 27-й этаж главного здания МГУ (Воробьевы горы); тел. 939-29-76. Сайт музея
- Музей «Самоцветы» — ул. Народного Ополчения, д. 29\1., ст. метро «Октябрьское поле». — В музее широко представлены преимущественно драгоценные и поделочные камни, окаменелости, ограненные самоцветы и декоративно-художественные изделия из минералов. Сайт музея.
- Государственный биологический музей им. К. А. Тимирязева. В залах музея уже несколько десятилетий традиционно проводится ежегодная месячная выставка «Удивительное в камне». На выставке бывают представлены тематические экспозиции из частных собраний наиболее известных московских коллекционеров.(Ул. Малая Грузинская, д. 15) Сайт музея.
- В Восточном административном округе в районе Восточное Измайлово в школе № 351 создан геолого-минералогический музей. Учащиеся и взрослые жители района Восточное Измайлово теперь могут узнать полную историю минералогии, не выезжая за пределы своего родного района. Источник: Сайт музея
- Геолого — минералогический музей Московского государственного областного университета

### Мурзинка
- Минералогический музей имени А. Е. Ферсмана

### Ростов-на-Дону
- Минералогический музей Института наук о Земле Южного федерального университета

### Санкт-Петербург
- Горный музей.
  - Отдел минералогии Горного Музея Санкт-Петербургского Горного института (университета) Минералогическая коллекция составляет около 46 тыс. образцов.
- Минералогический музей Санкт-Петербургского Государственного университета
  - ИЗ ИСТОРИИ МИНЕРАЛОГИЧЕСКОГО МУЗЕЯ САНКТ-ПЕТЕРБУРГСКОГО ГОСУДАРСТВЕННОГО УНИВЕРСИТЕТА
- Государственный Эрмитаж.
  - ЦВЕТНЫЕ КАМНИ В ЭРМИТАЖЕ (Библиография)

### Слюдянка
- Минералогический музей С. В. Жигалова Всего в музее Валерия Жигалова выставлено более 10.000 образцов минералов.

https://web.archive.org/web/20110925100243/http://baikalgem.ru/

### Томск
- Минералогический музей Экскурсионно-музейного комплекса Томского государственного университета имени И.К. Баженова. Музей был основан в 1888 году профессором А.М. Зайцевым, фонды музея насчитывают свыше 40 тысяч образцов.
- Минералогический музей Музейного комплекса Томского политехнического университета. Музей создан в 1901 г., музейная коллекция содержит около 12.000 минералогических экспонатов.

## Выставки
- Новая выставка «Минералы России» (из собрания Минералогического музея им. А. Е. Ферсмана РАН).

Начала работу с 1 июля 2006 г. в выставочном зале подмосковного г. Подольск. Выставка будет открыта до 3 сентября. Адрес: Московская обл., г. Подольск, проспект Ленина, д. 113 \ 62. Тел.: (0967) 63-01-54
- Московское метро — выставка цветного камня.

6 мая 2006 г. В. С. Чернавцев для студентов-экологов провел трехчасовую экскурсию «Цветной камень в Московском метрополитене». Экскурсия началась со станции «Маяковская» (родонит), открытой в 1938 г. и продолжилась в хронологическом порядке — «Динамо», «Белорусская-кольцевая» (12 мозаичных панно), «Комсомольская-кольцевая» (родонит, служащий фоном для знаков воинской доблести из смальты), «Чеховская»(1986) «Петровско-Разумовская»(1991). Мраморные колонны последней украшают 96 вставок рисунчатого камня — её можно рассматривать как своеобразный музей дальневосточного скарна (Боросиликатное м-ние, Дальнегорск).
- «Удивительное в камне» — Ежегодная выставка в Государственном Биологическом музее им. К. А. Тимирязева, проводимая музеем в декабре-январе совместно с Обществом любителей камня Московского общества испытателей природы. — ул. Малая Грузинская, д.15., ст. метро «Краснопресненская».
- Выставка — ярмарка «Симфония Самоцветов» — Проводится ежемесячно в выставочном зале Московского Художественного лицея. На выставке бывают представлены ювелирные украшения с натуральными камнями, талисманы, сувениры, картины из камня, минералы и окаменелости для любительских и профессиональных коллекций и многое другое. — Крымский вал, д. 8, корп.2, проезд: ст. м. Октябрьская. Время работы: — в последние выходные дни каждого месяца с 11 до 19 часов.
- Выставка — ярмарка «Гемма» — Проводится в одном из павильонов Всероссийского выставочного центра (ВВЦ) ежегодно два раза в году — на День геолога (первое воскресение апреля) и перед Новым Годом. Бывают представлены разнообразные коллекционные образцы минералов со всей России и из зарубежных стран.

Проезд до ст. метро ВДНХ.